# Bridging the Gap
Bridging the Gap é o segundo álbum de estúdio do grupo norte-americana Black Eyed Peas, lançado em 2000. Ele contém o single "Request + Line", com participação de Macy Gray. Ele jamais foi lançado, devido não só a fraqueza do álbum, mas também ao fato de que nessa época a maioria dos fãs do Black Eyed Peas eram estudantes colegiais. Segundo as palavras de will.i.am, "The gap never got bridged" (ironia em relação ao título do álbum).
| Críticas profissionais                                                      | Críticas profissionais |
| Avaliações da crítica                                                       | Avaliações da crítica  |
| Fonte                                                                       | Avaliação              |
| --------------------------------------------------------------------------- | ---------------------- |
| HipHopDX.com                                                                | [ 1 ]                  |
| allmusic                                                                    | [ 2 ]                  |
| Esta tabela precisa de ser acompanhada por texto em prosa. Consulte o guia. |                        |

## Faixas
1. "BEP Empire" (participação de 311)
2. "Weekends" (participação de Esthero)
3. "Get Original" (participação de Chali 2na)
4. "Hot"
5. "Cali to New York" (participação de De La Soul)
6. "Lil' Lil'"
7. "On My Own" (participação de Les Nubians & Mos Def)
8. "Release"
9. "Bridging the Gaps"
10. "Go Go"
11. "Rap Song" (participação de Wyclef Jean)
12. "Bringing It Back"
13. "Tell Your Mama Come"
14. "Request + Line" (participação de Macy Gray)
15. "Magic" [Faixa Bônus do Reino Unido]
16. Empire Strikes Black

## Desempenho nas paradas

### Posições
| Paradas (2000)                 | Melhor posição |
| ------------------------------ | -------------- |
| - Billboard Billboard 200      | 67             |
| - Billboard R&B/Hip Hop Albums | 40             |

### Vendas e Cerificações
| Região         | Vendas  | Certificação |
| -------------- | ------- | ------------ |
| Estados Unidos | 100.000 |              |
| Mundo          | 450.000 |              |